# Plurale tantum
Los nombres sustantivos denominados pluralia tantum (del latín, "solo plurales", en singular plurale tantum), también llamado plurales inherentes, son aquellos que presentan una morfología plural (y rigen plural), pero pueden indicar un solo objeto también; es decir, no tienen forma singular o tienen una forma singular de muy escaso empleo. Por ejemplo, en castellano: tijeras, etc. "Dame unas tijeras" normalmente hace referencia a un solo objeto. Inversamente, algunos sustantivos solo poseen singular (singularia tantum), como por ejemplo norte. Por otra parte, algunos topónimos son siempre plurales, sobre todo algunas cordilleras: Andes, Alpes, Pirineos, mientras que otras son singular tan solo: Himalaya. También son plurales los nombres propios de algunos dioses menores romanos, como los Manes, Lares y Penates.
A modo de lista no exhaustiva, en español son pluralia tantum las palabras adentros, albricias, altibajos, alicates, ambages, andadas, andurriales, anteojos, anales, aledaños, afueras, alrededores, andas, añicos, arras, bártulos, bermudas, bruces, carnestolendas, celos, comestibles, comicios, creces, cosquillas, enseres, entendederas, entrañas, esponsales, exequias, facciones, fauces, gárgaras, gules, hemorroides, hilas, honorarios, leotardos, maitines, medias, miras, modales, natillas, nupcias, ojeras, preces, quimbambas, redaños, resultas, tijeras, tragaderas, trizas, tinieblas, trébedes, vacaciones, vituallas, víveres, zarandajas.
Algunas expresiones recurren a plurales fijos: atar cabos, cerrar filas, de rodillas, sin ambages, a pies juntillas, de bruces, en volandas, volver a las andadas, a gatas, a medias, en ascuas, en cuclillas, en ayunas...
Los nombres de objetos dobles, esto es, sustantivos que representan cosas que se presentan duplicadas o constituidas por dos partes iguales, constituyen un subgrupo de los pluralia tantum. Ejemplos de este subgrupo en español son alforjas, alicates, anteojos, bombachos, calzoncillos, esposas, lentes, pantalones, pinzas, prismáticos, tijeras, tirantes, vaqueros.

## Uso del inglés
|  | Esta sección no cita ninguna fuente. Por favor, ayuda a mejorar esta sección mediante la adición de citas de fuentes confiables. El material no obtenido puede ser cuestionado y eliminado. ( Junio de 2021) (Obtenga información sobre cómo y cuándo eliminar este mensaje de plantilla ) Lamentablemente, parece ser una muy mala traducción literal de un original en inglés. |

En inglés, algunos sustantivos plurale tantum tienen una forma singular que se usa solo atributivamente. Frases como "plancha pantalones" y "patada de tijera" contienen la forma singular, pero no se considera estándar decir "un pantalón" o "una tijera" por sí solas. Eso concuerda con la fuerte preferencia por los sustantivos singulares en posiciones atributivas en inglés, pero algunas palabras se utilizan en forma plural incluso como sustantivos atributivos, como "pinza para ropa", "estuche para gafas", a pesar de "estuche para gafas" y "estuche para gafas" ".
En inglés, una palabra puede tener muchas definiciones, solo algunas de las cuales son pluralia tantum. La palabra "anteojos" (un conjunto de lentes correctivos para mejorar la vista) es plurale tantum. Por el contrario, la palabra "vaso", ya sea un recipiente para bebidas (un sustantivo de cuenta) o una sustancia vítrea (un sustantivo de masas ), puede ser singular o plural. Algunas palabras, como "cerebro" e "intestino", se pueden utilizar como sustantivos plurale tantum o sustantivos de conteo.

## Singulare tantum
|  | Esta sección necesita citas adicionales para su verificación. Por favor, ayuda a mejorar este artículo mediante la adición de citas de fuentes confiables. El material no obtenido puede ser cuestionado y eliminado. (Junio de 2021) (Obtenga información sobre cómo y cuándo eliminar este mensaje de plantilla) |

El término para un sustantivo que aparece solo en forma singular es singulare tantum (plural: singularia tantum ), como las palabras en inglés información, polvo y riqueza. Singulare tantum se define en el Shorter Oxford English Dictionary como "Gram. Una palabra que tiene sólo una forma singular; especialmente un sustantivo que no cuenta".  Dichos sustantivos pueden referirse a un objeto singular único (esencialmente un nombre propio), pero la mayoría de las veces, se refieren a sustantivos incontables, ya sea sustantivos en masa (refiriéndose a una sustancia que no puede contarse como objetos distintos, como la leche) o sustantivos colectivos (que se refieren a objetos que en principio pueden contarse pero que se denominan uno, como las palomitas de maíz o el árabe تُوت tut ' mulberry '). Dado que no tienen una distinción numérica, pueden aparecer como singulare tantum en un idioma pero como plurale tantum en otro. Compare el agua en inglés con el hebreo plurale tantum, מַיִם (mayim ).
En inglés, estas palabras son casi siempre sustantivos masivos. Algunos sustantivos incontables se pueden usar alternativamente como sustantivos de conteo cuando significan "un tipo de", y el plural significa "más de un tipo de". Por ejemplo, la fuerza es incontable en La fuerza es poder, pero se puede usar como un sustantivo contable para significar una instancia de [una especie de] fuerza, como en Mis fortalezas están en la física y la química. Algunas palabras, especialmente los nombres propios, como el nombre de un individuo, casi siempre están en singular porque solo hay un ejemplo de lo que significa ese nombre.

## Uso en otros idiomas
Pluralia tantum varía arbitrariamente entre idiomas. Por ejemplo, en sueco, un par de tijeras es simplemente en sax (traducción literal "una tijera"), no un plurale tantum; de manera similar, en francés, un par de pantalones es 'un pantalón'.
En algunos otros idiomas, en lugar de cuantificar un sustantivo plurale tantum con una palabra de medida, se utilizan formas numéricas especiales en tales casos. En polaco, por ejemplo, "un par de anteojos" se expresa ya sea como okulary jedne (uno plural gafas- plural) o jedna para okularów (uno singular par- singular gafas- genitivo plural ). Para cantidades mayores, se encuentran disponibles formas de "numeración colectiva": troje drzwi (tres puertas), pięcioro skrzypiec (cinco violines). Compárelos con las formas numéricas ordinarias que se encuentran en polaco:trzy filmy / pięć filmów (tres películas / cinco películas) 
El ruso деньги (dinero den'gi) originalmente tenía un singular, деньга (den'ga ), que significaba una moneda de cobre por valor de medio kopeck.